# Somers (Connecticut)
Somers – miasto w Stanach Zjednoczonych, w stanie Connecticut, w hrabstwie Tolland.